# Kominictví

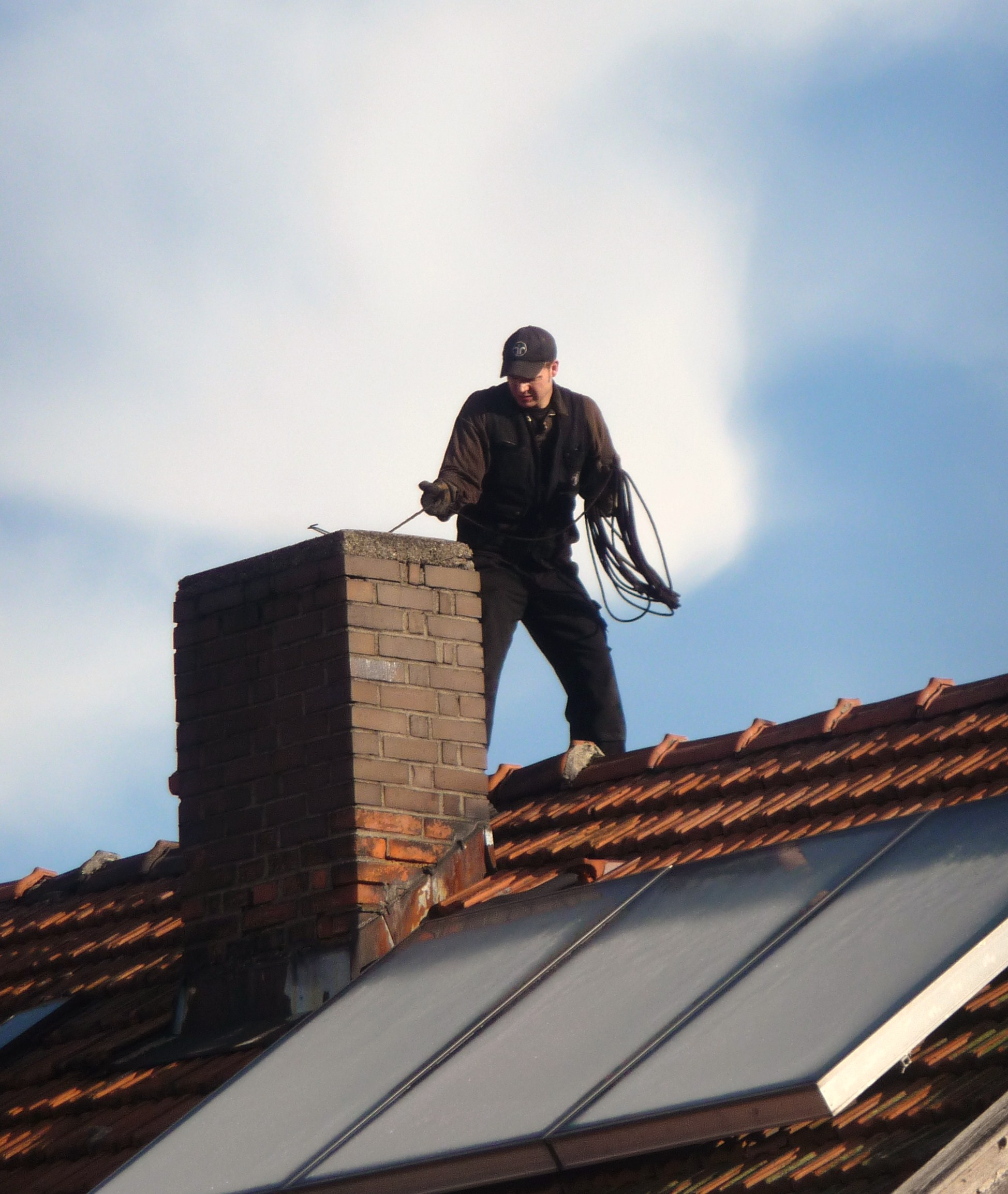
Kominík při práci

Kominictví je řemeslo, jehož náplní je čištění, kontrola a oprava komínů a zařízení pro odvod zplodin spalování, spalovacích zařízení a dalších souvisejících zařízení. Osoba vykonávající toto řemeslo se nazývá kominík (moravsky kominář). Živnost se zpravidla vykonává ve vyšších výškách (na střechách budov). Není vhodné pro lidi, kteří mají různé pohybové vady a problémy s koordinací pohybů, nebo pro osoby, které trpí záchvaty (např. epilepsii). V České republice je podle zákona č. 455/1991 Sb. kominictví živností řemeslnou, k výkonu je potřeba vlastnit příslušné živnostenské oprávnění.

## Náplň kominické živnosti
Čištění, kontrola a zkoušení spalinových cest a vydávání zpráv o provedeném čištění nebo kontrole spalinové cesty. Provádění revizí spalinových cest a vydávání zpráv o revizi spalinové cesty. Čištění a kontroly spotřebičů na paliva pevná, kapalná a plynná; čištění a kontroly technologických spotřebičů - pekařských, cukrářských a jiných průmyslových pecí, včetně parních a kremačních. Čištění a kontroly kouřových kanálů, provádění technických prohlídek topenišť a zjišťování závad topných zařízení v průmyslových objektech. Provádění prohlídek bezpečnostních zařízení a dalších příslušenství a komponentů spalinových cest. Montáž, opravy a kontroly zařízení sloužících pro regulaci a optimalizaci komínového tahu.
V rámci živnosti lze dále provádět drobné opravy topných zařízení na pevná paliva a opravy kouřovodů a komínů. Montáž a opravy komínových lávek a stupadel. Základní šamotářské práce při opravách spotřebičů. Vložkování komínů. Montáž, demontáž a úpravy kouřovodů, systémových komínů, svislých kouřovodů s funkcí komínů a vzducho-spalinových systémů. Měření účinnosti spalování (komínové ztráty), měření a výpočty obsahu a skladby spalin, měření prachových částic, komínového tahu, vlhkosti paliva, tlakové ztráty přívodu spalovacího vzduchu a provádění analýzy popela. Tepelně technické výpočty spalinových cest..

### Kominické vzdělání dle národní kvalifikace
- Kominík (kód: 36-56-H/01)[3]
- Kominík - Kontrola a čištění spalinových cest (kód: 36-025-H)[4]
- Kominík - Montáž komínů a komínových vložek (kód: 36-017-H)[5]
- Kominík - Měření spalin (kód: 36-023-H)[6]
- Kominík - Revizní technik spalinových cest (kód: 36-024-H)[7]

## Společenstva kominíků v ČR
- Společenstvo kominiků ČR[8]
- Moravské kominické společenstvo[9]
- Zemské společenstvo mistrů kominických[10]

## Vybavení
Mezi základní vybavení, které kominíci používají patří různé typy štětek, analyzátor oxidu uhelnatého, inspekční kamera, průtlačné kartáče, čisticí zařízení pro spouštění do komína, diferenční tlakoměr, zednické nářadí a vybavení pro práci s plechy. Během vymetání se mechanickým pohybem odstraňují usazené saze v komínech a v kouřovodech, které znesnadňují proudění zplodin komínem od místa hoření do volné atmosféry.

## Stejnokroj

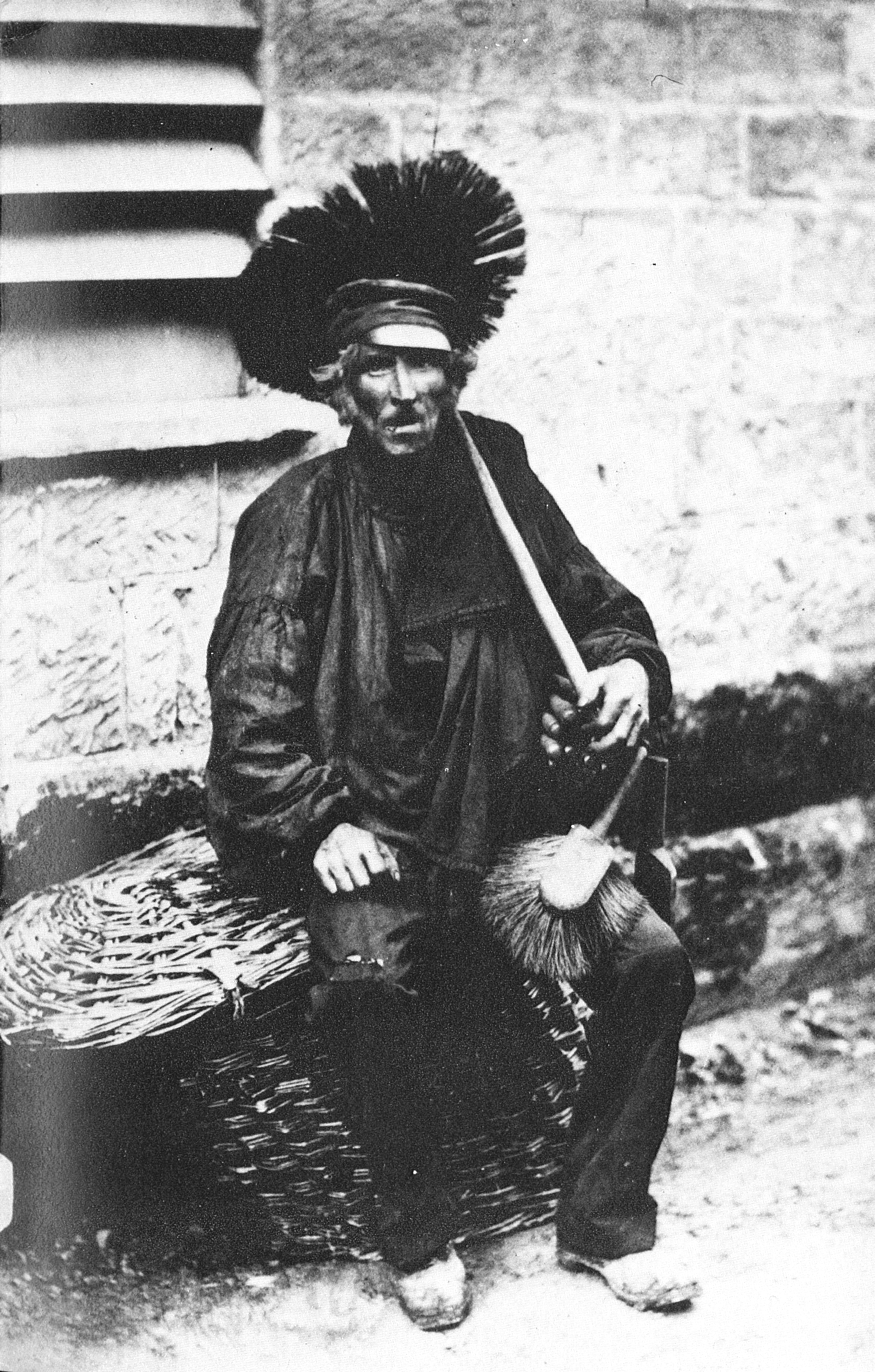
Kominík v 50. letech 19. století

V roce 1589 udělil císař Rudolf II. Matějovi De Martini titul „předního mistra komináře při dvoře císařském“. Součástí tohoto privilegia bylo i stanovení slavnostního šatu, jehož autorem byl Tadeáš Hájek z Hájku, císařův osobní lékař. Byl popsán takto: „kytle řemeslná z černého aksamitu do kolen jdoucí, kukle z kmentu bílého, punčoch bílých a nízké škorně s přazkami stříbřitými a krajkou, k tomu pás široký s naším erbem říše římské“. Až na pár změn se v této podobě udržel kominický stejnokroj dodnes.

## Historie
Ve středověku i na počátku novověku si komíny vymetali sami majitelé domů. K ustavení kominictví jako odborné profese došlo až v 16. století, v souvislosti s rozvojem renesančního stavitelství. Do Čech tehdy přes Německo začali přicházet tzv. „mestkomináři“ původem z Itálie. Mezi nimi byl například Tomáš Moniga z Lucernu, který získal monopol na vymetání všech komínů v Praze. S sebou si přivedl své příbuzné Bartoloměje a Matěje De Martini. Zvláště Matěj De Martini se pak proslavil a získal privilegia od císaře Rudolfa II. (podle pověsti díky tomu, že císaři tajně opatřoval zvláštní saze, které potřebovali císařovi alchymisté k pokusům). S migrací italských kominíků souvisí i vznik tuzemské větve rodu Benoni. Její členové se kominického řemesla v některých případech drželi až do poloviny 20. století. Kominictví se tedy v rodě Benoni drželo přinejmenším 250 let.
Cech kominíků pražských musel existovat již před rokem 1748 – z té doby máme dochovánu cechovní pokladnu (dnes v Muzeu hl. m. Prahy). V roce 1868 vznikla Jednota kominických tovaryšů ku vzájemné podpoře v Praze. Na celostátní úrovni existovalo od roku 1896 Zemské společenstvo mistrů kominických v království Českém.
Po spojení pražské a mistrovské organizace vznikla Jednota kominíků, která fungovala až do 50. let 20. století, kdy byly zrušeny živnosti. Činnost nakrátko obnovila znovu v 60. a 70. letech, ale v roce 1981 byla zakázána. K opětovnému rozvoji mohlo dojít až 90. letech 20. století.
Největší rozkvět kominíci zažívali v době průmyslové revoluce. V současnosti, v době nárůstu ústředního vytápění, je jich stále méně.
Patronem kominíků je sv. Florián.

## Pověry kolem kominíků

### Česko
V českém lidovém povědomí přetrvává pověst, že kominíci přinášejí štěstí. Když je někdo uvidí, musí se držet za knoflík, nebo si na kominíka sáhnout.

### Velká Británie
V některých částech Velké Británie je pro nevěstu štěstí vidět kominíka na svůj svatební den. Mnoho kominíků této pověry využívá a vymetá komíny ve známých rodinách, kde je svatba, zrovna v tento den, aby nevěstě přinesli štěstí.

## Kominík v literatuře
Hans Christian Andersen napsal pohádku Pastýřka a kominíček, která je součástí jeho knihy Pohádky, případně vydávána samostatně.